# Stämmåstjärnen
Stämmåstjärnen är en sjö i Bollnäs kommun i Hälsingland och ingår i Testeboåns huvudavrinningsområde.